# Erodium bolosii
Erodium bolosii är en näveväxtart som beskrevs av A.M. Romo i Díez. Erodium bolosii ingår i släktet skatnävor, och familjen näveväxter. Inga underarter finns listade i Catalogue of Life.